# Mijo Lončarić
Mijo Lončarić (Reka, 1941. szeptember 1. – Zágráb, 2023. június 21.) horvát nyelvész, dialektológus, a kaj nyelvjárás szakértője és az ezzel kapcsolatos tudományos terület szaktekintélye.
Egy Kapronca melletti településen született paraszti családban, a Drávavidéken (Podravina) (ekkoriban a Független Horvát Állam területén). Középiskolai tanulmányait Kaproncán végezte. Egyetemi tanulmányai alatt szerb és horvát nyelvet, ill. délszláv irodalmat tanult, második tantárgyként német nyelvet. 1966-ban diplomázott alapfokon. Felsőfokú tanulmányait részben külföldön folytatta. 1969-től 1971-ig Zürichben szerb és horvát nyelvi lektor volt. 1973-ben írta mesterszakos diplomamunkáját Jagnjedovec falu kaj nyelvjárásáról és a drávamenti nyelvjárásról írta. 1976-ban Humboldt-ösztöndíjjal Kölnben tanult.
1980-ban doktorált, disszertációjának témája a Bilogora vidékén beszélt nyelvjárások. 1987-ben ismét Humboldt-ösztöndíjjal tanult Mannheimben.
Mint tapasztalt nyelvész és nyelvjárási szakértő a horvát nyelv sztenderdizálásánál fontos szerepet játszott, s rendkívül sokat tett azért, hogy a horvát irodalmi nyelv más világnyelvek színvonalára emelkedhessen. Közreműködött szótárak és nyelvtanok létrehozásában nemcsak Horvátországban, de Ausztriában is. A burgenlandi horvát nyelv szótárának megalkotásánál is segédkezett, illetve a régi kaj irodalmi nyelv nagyszótárának összeállításában is óriási szerepet vállalt.
Több tudományos előadást tartott külföldön, illetve vendégprofesszor más egyetemeken. Magyarországon is több ízben járt, leginkább Szombathelyen, Budapesten és Pécsen, az ottani szlavisztika tanszékeken tartott előadásokat.
A gazdag horvát nyelvjárási anyag feldolgozásában fáradhatatlanul dolgozott, s fiatal szakembereket képzett ki erre a munkára. A horvát kormányokat arra ösztönözte, hogy a nyelvjárásokat kezeljék a nemzeti kulturális örökség részeként. A kortárs horvát nyelvészet legnagyobb hatású tudósa volt.

## Külső hivatkozások
- Institut za hrvatski jezik i jezikoslovlje – dr. sc. Mijo Lončarić